# 晁崇
晁崇（4世纪—402年），字子业，辽东襄平人。家世史官。晁崇善天文术数，当时知名。任后燕成武帝慕容垂太史郎。建兴十年（395年）十一月，随皇太子慕容宝败于参合陂，为魏王拓跋珪所获，获赦。随拓跋珪平定中原，拜太史令。拓跋珪爱其术，待他很亲厚。
皇始二年（397年）九月甲子日，拓跋珪进军攻据守中山称燕帝的慕容垂子慕容麟。晁崇说：“不吉。昔纣在甲子日灭亡，谓之疾日，兵家忌之。”拓跋珪说：“纣在甲子日灭亡，周武王不在甲子日兴起吗？”晁崇无以对。拓跋珪大破慕容麟。
皇始三年（398年）十一月，诏命晁崇造浑仪，研究天象，以为永久范式，后仍用《景初历》。诏迁晁崇中书侍郎，太史令如故。同年，拓跋珪称帝，史称北魏道武帝。天兴四年（401年），晁崇制成浑天仪。五年（402年），月晕左角，晁崇奏，占为角虫将死。道武帝刚在柴壁打败后秦皇弟义阳公姚平，以晁崇此言，担心牛疫病发作，命诸军焚车而回。牛果然遭到大疫，舆驾所乘数百头大阉牛也同日毙于路边，首尾相继。当年，天下牛死者十七八，麋鹿亦多死。
晁崇弟晁懿，明辩而才不及晁崇。因善说北人语，为黄门侍郎。晁懿好矜容仪，被服僭越法度，说话声音像道武帝，左右每闻其声，莫不惊悚。道武帝知道后厌恶他。后其家奴向魏道武帝告发晁懿和晁崇与投降后秦的王次多私下来往，招引后秦皇帝姚兴。姚兴进犯平阳，道武帝认为家奴所言为实，十月，擒晁崇兄弟，一并赐死。
晁崇所造浑仪在北魏末年还在使用。后来周武帝灭北齐，得到晁崇所造浑仪，置于观台，后被隋朝史官看到，是铁制的，有六规：其外四规常定，一象地形，二象赤道，其余象二极；其内二规，可以运转，用合八尺之管，以窥星度。刘焯曾上疏皇太子杨广论浑天仪，说“魏初晁崇等，总用铜铁”。唐朝卢肇《浑天法》也提到晁崇制作浑天仪。金朝景德年间历官韩显符仿照晁崇的办法制造浑仪，被认为不简略。

## 评价
- 《魏书》史臣曰：晁崇……皆术艺之士也。
- 《北史》论曰：晁崇……等，皆魏来术艺之士也。

## 延伸阅读
[在维基数据编辑]
 《魏書/卷91》，出自魏收《魏书》
 《北史·卷089》，出自李延壽《北史》